# رون هورن
رون هورن (بالإنجليزية: Ron Horn)‏ مواليد 24 مايو 1938 في ماريون - الوفاة 05 أكتوبر 2002، كان لاعب كرة سلة أمريكي. بدأ مسيرته الاحترافية في سنة 1961. تم اختياره من قبل فريق أتلانتا هوكس خلال الدرافت. بلغ طوله 6 قدم 7 بوصة (2.0 م). اعتزل اللعب في 1968.

## المسيرة الاحترافية
لعب مع أتلانتا هوكس في موسم 1961-62 ، ثم لعب مع لوس أنجلوس ليكرز في موسم 1962-63 ، ثم لعب مع دنفر ناغتس في موسم 1967–68 .

## روابط خارجية
- رون هورن على موقع إن بي أي (الإنجليزية)
- رون هورن على موقع سبورتس رفرنس (الإنجليزية)
- رون هورن على موقع كلية كرة السلة في سبورتس رفرنس.كوم (الإنجليزية)
- رون هورن على موقع ريلجم (الإنجليزية)
- رون هورن على موقع بروبوليرز (الإنجليزية)